# مقاطعة إلمور (ألاباما)
مقاطعة إلمور (بالإنجليزية: Elmore County, Alabama)‏ هي إحدى مقاطعات ولاية ألاباما في الولايات المتحدة. ، بلغ عدد سكانها 79303 نسمة في عام 2010 حسب إحصاء مكتب تعداد الولايات المتحدة وتصل الكثافة السكانية فيها 49.2 نسمة/كم2.

## وصلات خارجية
- www.elmoreco.org